# پته‌سوخس
پته سوخس در اساطیر مصر باستان، تمساحی بود که به عنوان مظهر خدای سوبک پرستش می‌شده‌است. به این گونه که تمساحی را با طلا و جواهرات می‌آراستند؛ و زائرانی که برای زیارت این تمساح می‌آمدند بدو غذایی مخصوص می‌دادند. این تمساح بعد از مرگ همچون فراعن مومیایی می‌شد.